# Michael Brandon (acteur pornographique)
Pour les articles homonymes, voir Michael Brandon et Brandon.
Michael Brandon est un acteur et réalisateur américain de films pornographiques homosexuels.

## Biographie
Il passe sa jeunesse dans le comté de Santa Barbara. Il se marie jeune puis divorce quand il admet son homosexualité. Il travaille dans un bar et connaît ses premiers problèmes avec la drogue.
En 1988, il commence à travailler comme acteur pornographique en répondant à une annonce. En 1997, il est condamné à trois ans de prison pour possession de drogue. À sa sortie de prison en 1999, il suit une cure de désintoxication et travaille pour Raging Stallion Studios. Le réalisateur et producteur Chris Ward fait de lui une vedette. En 2002, il commence à produire des films, et passe à la réalisation en 2003. Il continue de tourner comme acteur, travail pour lequel il reçoit plusieurs prix. Il a été surnommé « The Monster » en raison de la taille de son pénis. Il s'engage dans une campagne de prévention contre la méthamphétamine.
En 2007, il cesse de travailler et il est arrêté par la police pour possession de drogue. Il retravaille brièvement comme acteur pornographique, et fait de la publicité pour un lubrifiant.

## Vidéographie sélective
Comme acteur
- 1999 : Czech Point de John Travis, avec Chris Steele, Pavel Novotny
- 2000 : Untamed avec Dean Phoenix
- 2000 : Marine Base Instinct de Paul Barresi
- 2000 : Dont' Ask, Don't Tell! avec Thom Barron, Blake Harper
- 2001 : Cops Gone Bad de J.D. Slater et Chris Ward
- 2001 : Ass Wide Open de Chris Ward
- 2001 : The Size of It de John Travis avec Jeremy Tucker
- 2001 : The Seven Deadly Sins: Lust de Michael Zen avec Blake Harper
- 2002 : Gang Bang Café de Chi Chi LaRue avec Colton Ford
- 2002 : Prowl 3: Genuine Leather avec Colton Ford, Blake Harper
- 2003 : A Porn Star Is Born de Chris Ward
- 2005 : Passport to Paradise de Chris Ward (rôle non sexuel), également scénariste et producteur
- 2005 : Hard as Wood de Michael Brandon et Chris Ward avec Rafael Alencar, François Sagat
- 2006 : Monster Bang Gold, Volume 1 de Michael Brandon et Chris Ward
- 2011 : Bad Ass
- 2011 : Pounded Down

Comme réalisateur
- 2005 : Hard as Wood coréalisé avec Chris Ward
- 2006 : Monster Bang Gold, Volume 1 coréalisé avec Chris Ward
- 2006 : Bang That Ass avec Tim Kruger
- 2006 : Humping Iron avec Alex Baresi, Árpád Miklós, François Sagat, Collin O'Neal
- 2007 : Trouser Trout avec Antonio Biaggi, Chad Hunt
- 2008 : Big Bigger Biggest: Part 1 avec Antonio Biaggi, Ricky Sinz

## Récompenses
- Grabby Awards 2002 : meilleur performeur[3]
- GayVN Awards 2002 : acteur gay de l'année[4]
- Grabby Awards 2003 : Wall of Fame[5]
- GayVN Awards 2003 : acteur gay de l'année[6]
- Grabby Awards 2005 : « Hottest Cock »[7]
- GayVN Awards 2006 : Hall of Fame[8]